# Fiennes
Fiennes è un comune francese di 879 abitanti situato nel dipartimento del Passo di Calais nella regione dell'Alta Francia.

## Storia

### Simboli
Con delibera del 15 giugno 1993, il Comune ha adottato come proprio stemma il blasone della famiglia de Fiennes, che era tra le più importanti del paese dopo i conti di Boulogne e di Guînes.

## Società

### Evoluzione demografica
Abitanti censiti